# Marcelle Renée Lancelot
Pour les articles homonymes, voir Lancelot (homonymie).
Marcelle Renée Lancelot, ou Marcelle Renée Lancelot-Croce, née à Paris le 26 janvier 1863, et morte après 1946, est une sculptrice et médailleuse italienne d'origine française.

## Biographie
Marcelle Renée Lancelot est la fille de Dieudonné Lancelot, lithographe, graveur et illustrateur. Ses frères, Camille Lancelot et Gabriel Lancelot, sont également sculpteurs.
Son grand-père, Nicolas Lancelot, officier, fut le précepteur de la fille du maréchal Macdonald.
Elle mène sa formation artistique sous la direction de son père, d'Hubert Ponscarme et d'Eugène Delaplanche. Outre la peinture et la sculpture, elle se consacre dès son plus jeune âge à la profession de médailleur.
Elle débute au Salon des artistes français de 1878 et obtient une mention honorable en 1888. Elle remporte une médaille de troisième classe au Salon des artistes français de 1889, une bourse de voyage et une mention honorable à l'Exposition universelle de Paris de 1889. En 1891, elle obtient une médaille de deuxième classe.
Elle se marie à Rome le 9 avril 1892 avec l'artiste Odoardo Croce et prend la nationalité italienne, changeant son prénom en Marcella. Elle vit plusieurs années durant à Rome.
En 1894, elle remporte une deuxième médaille de troisième classe en 1894 au Salon des artistes français. Elle remporte le grand prix à l'exposition des beaux-arts de Rome.
En 1895, elle participe au concours de design de médaille commémorative, organisé par le « Comité général de célébration du 25e anniversaire de la libération de Rome», mais sans grand succès. En revanche, elle est l'auteure de la médaille commémorative de la naissance de Giuseppe Garibaldi en 1907.
En 1900, elle gagne enfin une médaille d'or à l'Exposition universelle de 1900 et le premier prix à l'Exposition universelle de 1906 à Milan avec bas-relief Le Roi de Calabre.
Parmi ses œuvres, une série de médailles consacrées par l'artiste aux membres de la famille de Savoie se trouve au Musée Boncompagni Ludovisi à Rome.
En 1913, elle participa au concours du graveur en chef de la Monnaie royale italienne. Après avoir passé le concours avec succès, elle est néanmoins arbitrairement exclue du classement. Le sous-secrétaire au Trésor, interrogé devant la Chambre des députés à ce sujet, ne donna pas la moindre justification de cette décision étrange de l'Administration, mais se retrancha derrière l'appel interjeté contre cette décision devant la IVe section du Conseil d'État. Le Conseil d'État ne rendit jamais sa décision, Marcelle Lancelot-Croce ayant renoncé à son recours du fait d'un accord conclu avec le ministère compétent.
Membre de l'Académie de San Luca depuis 1897, elle en fut nommée membre émérite en 1946.

## Œuvres

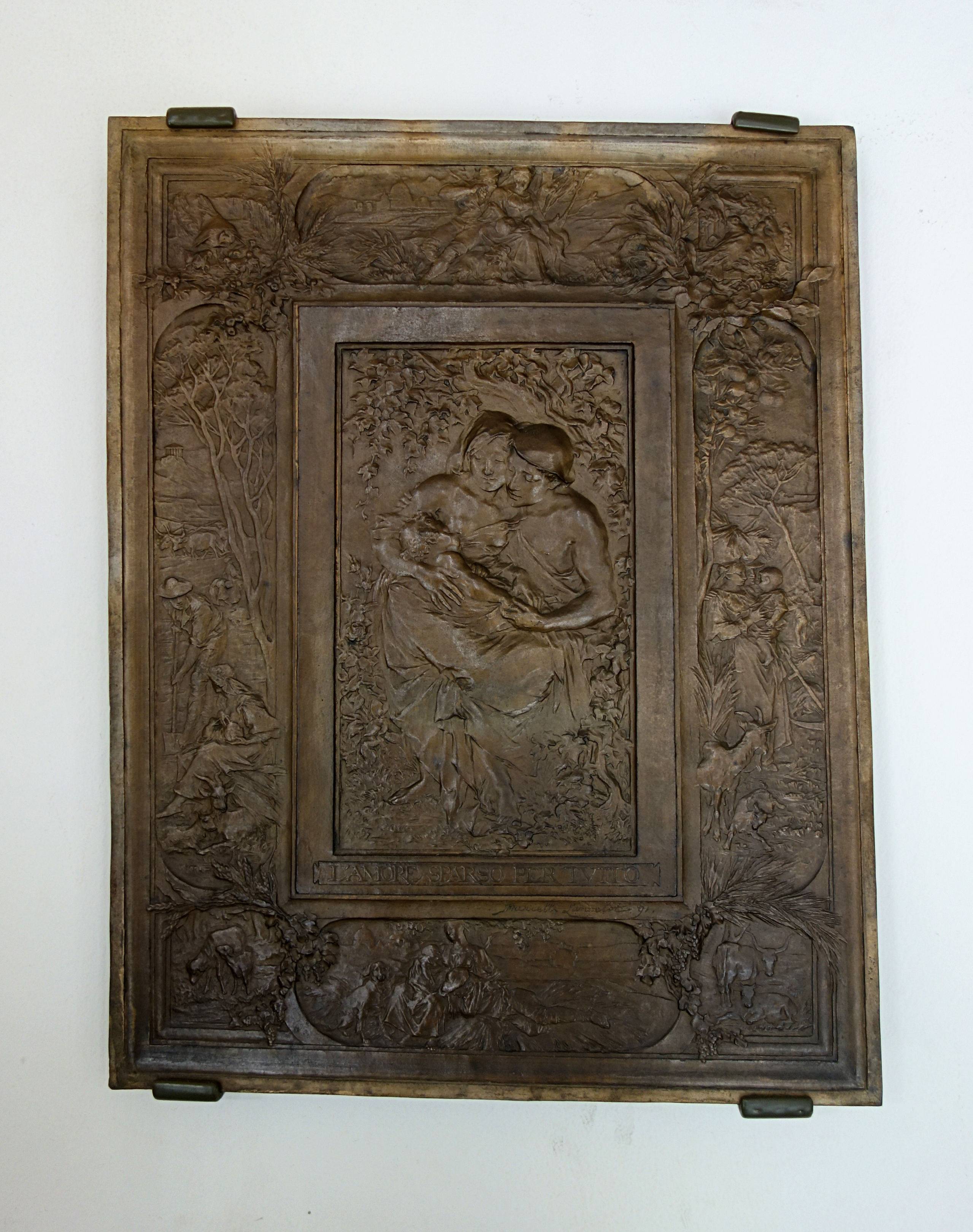
Amore sparso per tutto ou La Famille (1891), palais des Beaux-Arts de Lille.

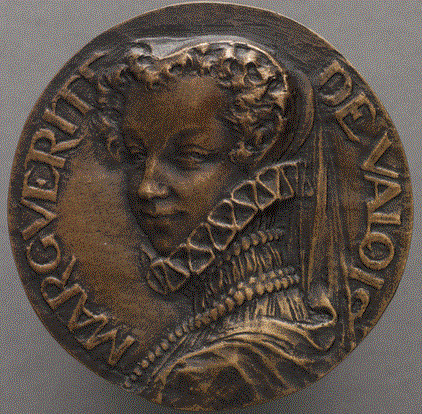
Marguerite de Valois, Paris, musée d'Orsay.

- Épinal[Où ?] : Buste du jeune Louis Français.
- Lille, palais des Beaux-Arts : Amore sparso per tutto ou La Famille, 1891, plaquette en bronze.
- Narbonne[Où ?] : La Famille.
- Paris : 
  - musée des arts décoratifs : La Chasse, bas-relief en bronze.
  - musée de la Monnaie de Paris :
  - Médaille de la Paix ;
  - Les Barbares.
- musée d'Orsay[8] :
  - La Femme et ses destinées, 1894, plaquette en bronze argenté ;
  - Marguerite de Valois, médaille en bronze ;
  - Infirmières soignant un blessé, 1915, médaille en bronze.
- Rouen[Où ?] : La Femme et ses destinées.
- Troyes[Où ?] :
  - Fra Filippo Lippi ;
  - Le Père de l'artiste, Dieudonné Lancelot ;
  - Le Vin de Champagne ;
  - Tête d'une jeune femme et de ses deux enfants ;
  - Le Docteur Viardin ;
  - Le Docteur Chompret
  - Hommage au général Foch ;
  - Georges Clemenceau ;
  - Médaille de la reine Marguerite ;
  - Émile Loubet, 1902.

- Localisation inconnue : Collier étrusque monté sur or, anciennement à Paris au musée du Luxembourg.